# Tenpenny Joke
Tenpenny Joke – australijski zespół rockowy założony w 1997 w Melbourne. Zespół zrealizował w 2005 roku swój debiutancki album pt. Ambush On All Sides. Producentem został Matt Voigt (The Living End, Kiss, Aaliyah).

## Dyskografia

### Albumy
- Ambush On All Sides (2005)

### EP
- Even Harbour (2003)
- Tenpenny Joke (self-titled) (2000)

### Teledyski
- Black Satellite (2007)
- Don't Go (2007)
- Sirens (2006)
- She (2005)
- Sense (2004)
- Even Harbour (2003)
- Caroline (2008)